# Bouna Keita
Pour les articles homonymes, voir Keita.
Bouna Keita est un homme politique et ancien député guinéen. Il est président du parti Rassemblement pour une Guinée prospère et membre du RPG Arc-en-ciel en 2010.

## Biographie
Bouna Keita est l'un des 24 candidats à l'élection présidentielle guinéenne de 2010, éliminé au premier tour avec 0,08% des voix.
En 2020, il participe aux élections législatives guinéennes, où son parti obtient 0,95 % des suffrages et un siège.